# 相里夫人
相里夫人（生卒不详），武则天父亲武士彠之妻。
她事跡不詳，只知相里氏生有两个儿子武元庆（武三思的父亲）、武元爽（武承嗣的父亲）。相里夫人去世之后，武士彠再婚娶楊氏，生下武顺、武则天以及郭孝慎夫人等三個女兒。武士彠死後，武元慶、武元爽對後母楊氏無禮，武則天被册立为皇后之后，便貶謫兩位兄長。后来，武則天成为皇太后，开始重用姪子武承嗣、武三思。